# 道爾頓·麥堅迪
道爾頓·麥堅迪 OOnt（全名，1955年7月19日—），加拿大政治人物，2003年至2013年間擔任安大略省省長，為該省第24任省長。他也曾於1996年至2013年間擔任安大略自由黨黨魁，並從1990年至2013年擔任安大略省議會渥太華南選區議員。

## 早年生活和家庭
麥堅迪生於安大略省渥太華，母親伊利沙伯是一名護士，父親老麥堅迪（Dalton McGuinty, Sr.）則是一名政客和大學教授，並曾於1987年至1990年間擔任安大略省議會渥太華南選區議員。他父親是愛爾蘭裔，母親則是英格蘭裔和法裔加拿大人。他有九名弟妹，當中一名胞弟大衛從2004年起任職加拿大國會下議院渥太華南選區議員。中學畢業後，麥堅迪到麥馬士達大學修讀生物學系，並取得理科學士學位。他其後到渥太華大學修讀法律系，畢業後在渥太華執業。
1980年，他與中學時期的女朋友特里（Terri）結婚，兩人育有四名子女。

## 晉身政壇
1990年，老麥堅迪因心臟病發去世，其省議會議席亦懸空。麥堅迪於同年獲得自由黨提名，在當年省選中代表該黨角逐渥太華南選區議席。麥堅迪在該屆省選中順利贏取該議席，但所屬的自由黨則失去執政地位，成為反對黨。在該屆省議會中，麥堅迪先後擔任自由黨的能源、專上教育及原住民事務評議員。
麥堅迪再於1995年省選中順利連任，但自由黨卻失掉選前優勢並敗於進步保守黨。黨魁麥克勞德（Lyn McLeod）於兩個月後請辭，自由黨並於1996年舉行黨魁選舉。經過四輪投票後，麥堅迪在第五輪投票擊敗選前熱門甘乃迪（Gerard Kennedy），當選自由黨黨魁，並成為省議會官方反對黨領袖。
在1999年省選中，麥堅迪首次以黨魁身份帶領自由黨競選。外界普遍認為他在唯一一場黨魁電視辯論中的表現欠佳，而他形容時任省長和進步保守黨黨魁夏理斯（Mike Harris）為「惡棍」（"thug"）的言論亦受非議。進步保守黨政府在這屆省選中順利連任，但自由黨的議席數目也從30席上升至35席，其整體得票率亦上升至40%，為該黨50年來的第二佳成績；評論普遍將之歸功於麥堅迪。他亦以3370票之差擊敗進步保守黨候選人，保住自己的議席。

## 省長生涯
隨著進步保守黨政府的民望下滑，麥堅迪於2003年省選中帶領自由黨成功擊敗進步保守黨，以多數政府姿態上台執政，並於同年10月23日宣誓就任安大略省省長。他再於2007年省選中帶領自由黨連任，為該黨自20世紀30年代以來首次連續兩屆省議會以多數政府姿態執政。2011年省選自由黨以一席之差失掉多數地位，以少數政府姿態執政，但麥堅迪仍成為自19世紀末以來首位兩度連任的自由黨籍省長。
第三屆麥堅迪政府就任後面臨多項挑戰。省政府轄下飛行救援機構Ornge的帳目混亂，反對黨因此批評自由黨政府監管乏力。自由黨亦被指在2011年省選前為了挽救選情而取消在奧克維爾和密西沙加興建發電廠的計劃，因此須動用公帑來賠償相關公司的損失，令麥堅迪政府飽受抨擊。在不利因素纏身下，麥堅迪在2012年10月15日突然召開記者會，宣佈辭去安大略自由黨黨魁以及安大略省長的職務，並表示已要求自由黨盡快舉行黨魁選舉以另覓黨魁。在新黨魁產生前，他留任該兩職位，而他亦會留任渥太華南選區省議員至下屆省選為止。他強調辭職是為了抽時間陪伴家人，而非受上述不利因素影響。外界一度揣測麥堅迪將會角逐聯邦自由黨黨魁職位，但他於2012年10月23日表示無意參選。
韋恩在2013年1月26日舉行的安省自由黨黨魁選舉中勝出，接替麥堅迪出任該黨黨魁，再於同年2月11日宣誓就任省長。麥堅迪再於同年6月12日省議會夏季休會後辭去其渥太華南選區省議員席位，結束其23年省議員生涯。該議席於同年8月1日舉行補選，由同屬自由黨的菲沙（John Fraser）勝出。

## 告別政治
麥堅迪於2013年6月獲任為哈佛大學韋瑟黑德國際事務中心的高級研究員，2018年則獲勳安大略省勳章。

## 榮譽

### 殊勳
| 綬帶 | 勳章                           | 注釋         |
|      | 安大略省勳章（O.Ont.）         | - 2018年頒發 |
|      | 伊利沙伯二世金禧獎章（加拿大） | - 2002年頒發 |
|      | 伊利沙伯二世鑽禧獎章（加拿大） | - 2012年頒發 |

## 外部連結
- 麥堅迪省議員官方網站
- 安大略省省長官方網站 （页面存档备份，存于）
- 安大略自由黨網站 麥堅迪省議員簡介 （页面存档备份，存于）
- 安大略省議會網站 麥堅迪省議員簡介